# Silas Weir Mitchell (Schauspieler)

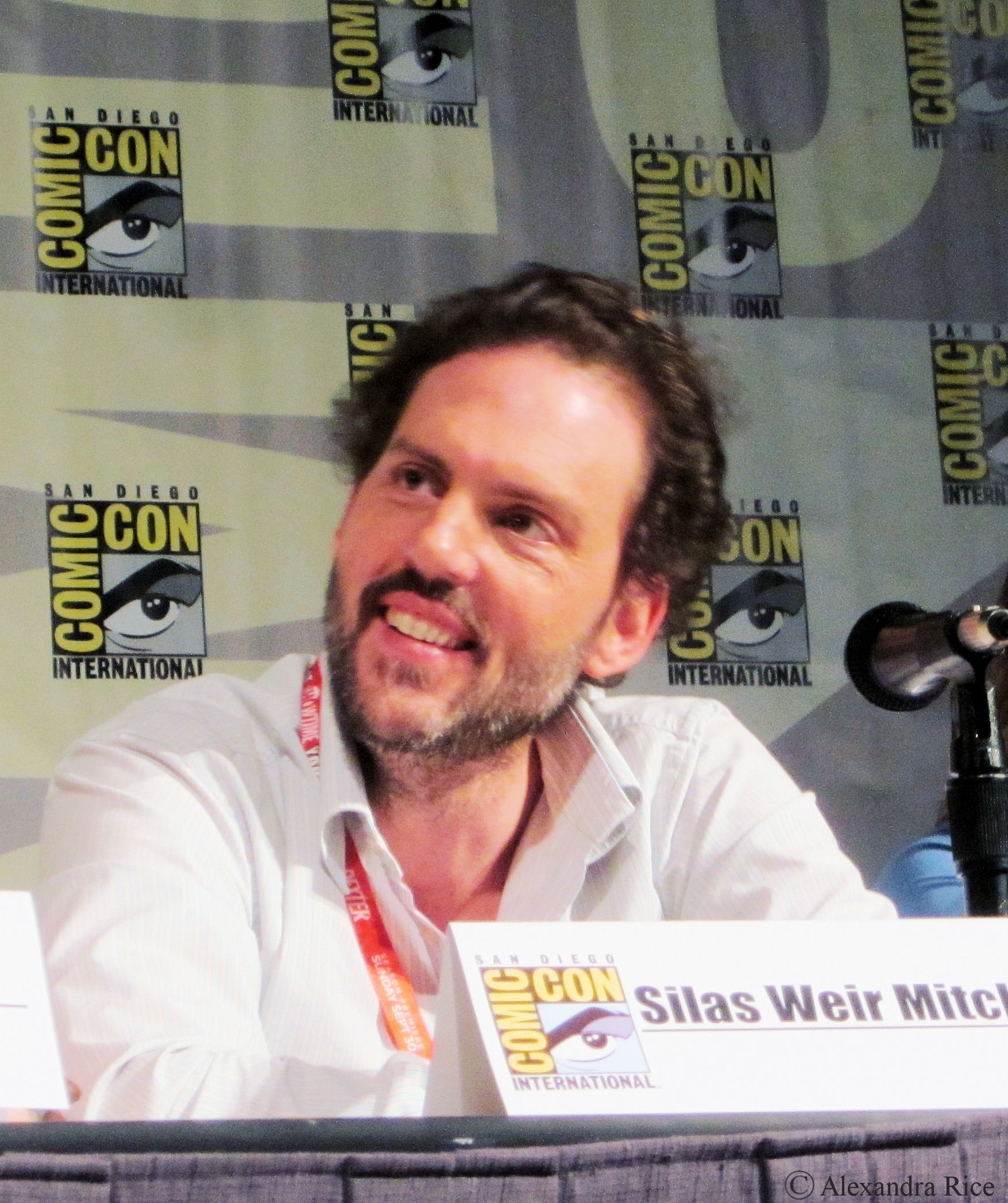
Silas Weir Mitchell bei der Comic-Con 2012

Silas Weir Mitchell (* 30. September 1969 in Philadelphia, Pennsylvania als Silas Weir Mitchell Neilson) ist ein US-amerikanischer Schauspieler, bekanntgeworden durch seine Rollen als Charles „Haywire“ Patoshik in Prison Break und als Monroe in Grimm.

## Leben und Karriere
Silas Weir Mitchell Neilson wurde in Philadelphia im US-Bundesstaat Pennsylvania geboren und wuchs dort auch auf. Er ist nach dem im 19. Jahrhundert lebenden Arzt und Autor Silas Weir Mitchell benannt. Er ist Absolvent der St. Paul’s School in Concord, New Hampshire im Jahr 1987, der Brown University in Rhode Island 1991, wo er Theater und Religion studierte, sowie 1995 der University of California in San Diego, wo er seinen Master of Fine Arts machte. Nach seinem Abschluss an der Brown trat er in kleineren Theaterproduktionen in New York City auf. Zu Anfang seiner Karriere war er vermehrt in Gastrollen in verschiedenen Fernsehserien wie Palm Beach-Duo, Der Marshal, Emergency Room – Die Notaufnahme und New York Cops – NYPD Blue und Fernsehfilmen wie Quicksilver Highway, Out of Control – Gefährliche Begierde und Route 9 zu sehen. Seine erste größere Rolle hatte Mitchell 1996 in Lawrence Lanoffs Komödie Playing Dangerous 2 und 1998 in Dean Semlers Actionfilm The Patriot – Kampf ums Überleben. Bis zum Jahr 2003 folgten weitere Hauptrollen in Inferno, Born To Kill – Tödliche Erinnerungen und Rat Race – Der nackte Wahnsinn als auch Gastrollen in Practice – Die Anwälte, Nash Bridges und Cold Case – Kein Opfer ist je vergessen.
2004 spielte er neben Bruce Willis und Matthew Perry in Keine halben Sachen 2 – Jetzt erst recht! die Rolle des Yermo. In wiederkehrenden Rollen war Mitchell 2002 in 24 und von 2005 bis 2008 in Prison Break und My Name Is Earl zu sehen. In den beiden letztgenannten spielte er jeweils einen verrückten Häftling. In der Zwischenzeit verkörperte er eine kleine Rolle in Clint Eastwoods Flags of Our Fathers, der auf dem Buch Flags of Our Fathers: Heroes of Iwo Jima von James Bradley und Ron Powers basiert, Gastrollen in den Serien Dexter und Burn Notice sowie Hauptrollen in The Phobic und Der Kindermörder. 2009 und 2010 stand er als Ake in Heaven’s Rain und als Karl, dem Ehemann von April (Jaime King), in A Fork in the Road vor der Kamera.
Nachdem er 2011 einen Gastauftritt in der Krimiserie The Mentalist hatte, war er von Oktober 2011 bis März 2017 in der Hauptrolle des Blutbaders Monroe in der NBC-Fantasyserie Grimm zu sehen.

## Filmografie (Auswahl)
- 1995: Palm Beach-Duo (Silk Stalkings, Fernsehserie, Episode 5x02)
- 1995: Der Marshal (The Marshal, Fernsehserie, Episode 2x02)
- 1996: Playing Dangerous 2
- 1997: Quicksilver Highway (Stephen King’s Quicksilver Highway, Fernsehfilm)
- 1997: Out of Control – Gefährliche Begierde (Sins of the Mind, Fernsehfilm)
- 1997: In letzter Konsequenz (Julian Po)
- 1997–1998: Emergency Room – Die Notaufnahme (ER, Fernsehserie, 2 Episoden)
- 1997–2000: New York Cops – NYPD Blue (NYPD Blue, Fernsehserie, 2 Episoden)
- 1998: The Patriot – Kampf ums Überleben (The Patriot)
- 1998: Route 9 (Fernsehfilm)
- 1999: Inferno
- 1999: Akte X – Die unheimlichen Fälle des FBI (The X-Files, Fernsehserie, Episode 6x13)
- 1999: Born To Kill – Tödliche Erinnerungen (Absence of the Good, Fernsehfilm)
- 2000: Practice – Die Anwälte (The Practice, Fernsehserie, 2 Episoden)
- 2000: Nash Bridges (Fernsehserie, 2 Episoden)
- 2001: Rat Race – Der nackte Wahnsinn (Rat Race)
- 2002: 24 (Fernsehserie, 5 Episoden)
- 2003–2005: Cold Case – Kein Opfer ist je vergessen (Cold Case, Fernsehserie, 2 Episoden)
- 2004: Keine halben Sachen 2 – Jetzt erst recht! (The Whole Ten Yards)
- 2004: Crossing Jordan – Pathologin mit Profil (Crossing Jordan, Fernsehserie, Episode 3x10)
- 2005: CSI: Vegas (CSI: Crime Scene Investigation, Fernsehserie, Episode 6x02)
- 2005: Medium – Nichts bleibt verborgen (Medium, Fernsehserie, Episode 1x03)
- 2005: CSI: NY (Fernsehserie, Episode 1x19)
- 2006: Monk (Fernsehserie, Episode 5x02)
- 2005–2007: Prison Break (Fernsehserie, 9 Episoden)
- 2005–2008: My Name Is Earl (Fernsehserie, 6 Episoden)
- 2006: Flags of Our Fathers
- 2006: The Phobic
- 2007: Der Kindermörder (The Gray Man)
- 2007: Dexter (Fernsehserie, Episode 2x06)
- 2007: Crazy
- 2008: Burn Notice (Fernsehserie, 2 Episoden)
- 2009: Mental (Fernsehserie, Episode 1x01)
- 2009: Halloween II
- 2009: Numbers – Die Logik des Verbrechens (NUMB3RS, Fernsehserie, Episode 6x06)
- 2010: A Fork in the Road
- 2010: Heaven’s Rain
- 2011: Ticket Out – Flucht ins Ungewisse (Ticket Out)
- 2011: The Mentalist (Fernsehserie, Episode 3x12)
- 2011–2017: Grimm (Fernsehserie, 123 Episoden)
- 2021: S.W.A.T (Fernsehserie, Episode 4x10)
- 2022–2023: Criminal Minds (Fernsehserie, 2 Episoden)
- 2024: Detained